# Eugene Walter
Eugene Ferdinand Walter, Jr. (Mobile, 30 novembre 1921 – Mobile, 29 marzo 1998) è stato un attore e scrittore statunitense.
Si ricorda in particolare la sua interpretazione del parroco in La casa dalle finestre che ridono di Pupi Avati nel 1976.

## Biografia
Nel secondo dopoguerra, completato il servizio militare, si trasferì a Parigi, dove iniziò l'attività di scrittore di racconti; per un biennio collaborò col periodico italiano Botteghe Oscure.
Nel 1960 si spostò a Roma per fare il traduttore delle sceneggiature di Federico Fellini, e fu proprio Fellini che lo fece debuttare nella parte del giornalista americano in 8½.
Per vent'anni recitò in molti film, per lo più in ruoli da comprimario.
Tornò negli Stati Uniti d'America nel 1979 e continuò l'attività di scrittore fino alla morte a causa di un tumore al fegato.

## Filmografia parziale
- 8½, regia di Federico Fellini (1963)
- Giulietta degli spiriti, regia di Federico Fellini (1965)
- Scusi, lei è favorevole o contrario?, regia di Alberto Sordi (1966)
- La pecora nera, regia di Luciano Salce (1968)
- Gangsters '70, regia di Mino Guerrini (1968)
- Colpo di stato, regia di Luciano Salce (1969)
- Il giovane normale, regia di Dino Risi (1969)
- Amore Formula 2, regia di Mario Amendola (1970)
- Ma chi t'ha dato la patente?, regia di Nando Cicero (1970)
- Bello, onesto, emigrato Australia sposerebbe compaesana illibata, regia di Luigi Zampa (1971)
- Il prete sposato, regia di Marco Vicario (1971)
- La tarantola dal ventre nero, regia di Paolo Cavara (1971)
- Beati i ricchi, regia di Salvatore Samperi (1972)
- Simbad e il califfo di Bagdad, regia di Pietro Francisci (1973)
- Lezioni private, regia di Vittorio De Sisti (1975)
- La casa dalle finestre che ridono, regia di Pupi Avati (1976)
- La ragazza dal pigiama giallo, regia di Flavio Mogherini (1977)
- Tutto suo padre, regia di Maurizio Lucidi (1978)
- Le braghe del padrone, regia di Flavio Mogherini (1978)
- Per vivere meglio, divertitevi con noi, regia di Flavio Mogherini, episodio Un incontro molto ravvicinato (1978)

## Doppiatori italiani
- Elio Pandolfi in Il giovane normale
- Bruno Persa in Amore Formula 2
- Oreste Lionello in Beati i ricchi
- Gianni Bonagura e Angiolina Quinterno in La casa dalle finestre che ridono